# Nationalpark Alas Purwo
Der Nationalpark Alas Purwo  liegt auf der Halbinsel Blambangan an der südöstlichen Spitze der indonesischen Provinz Jawa Timur, im Regierungsbezirk Banyuwangi. Der Park ist berühmt für sein wildes Banteng und dem Surfgebiet in der Grajagan Bucht.
Der Name des Parks bedeutet „erster Wald“ oder „uralter Wald“, nach einer javanischen Legende, die besagt, dass die Erde hier zum ersten Mal aus dem Meer auftauchte.

## Geographie
Der Park liegt auf der Halbinsel Blambangan an der südöstlichen Spitze der Insel Java, am Ufer der Bali-Straße, der Meerenge zwischen Java und Bali.
Mit einer Fläche von 434 km2 besteht der Park aus Mangroven, Savannen, Tiefland-Monsunwäldern und korallengesäumten Stränden. Am Rande des Parks in Plengkung in der Grajagan Bucht liegt ein international bekannter Surfspot.  Auch der Berg Linggamanis (322 m) liegt in diesem Nationalpark.

## Flora und Fauna
Die in diesem Nationalpark schützt viele Pflanzenarten: den Katappenbaum
(Terminalia catappa), die Alexandrische Lorbeer (Calophyllum inophyllum), Stinkbäume (Sterculia foetida), Barringtonia asiatica, und Manilkara kauki.
Er ist die Heimat einiger der vom Aussterben bedrohten Arten Javas, wie zum Beispiel des Bantengs (Bos javanicus). Im April 2004 wurden in der Savanne von Sadengan nur 57 Bantengs gezählt, während die Population im Vorjahr noch auf 80 bis 100 geschätzt wurde, doch im August 2010 fanden die Wissenschaftler 73 Bantengs in der 80 Hektar großen Savannen-Gebiet, eine starke Zunahme innerhalb von nur 6 Jahren, obwohl sie sowohl von der Wilderei als auch dem Verlust ihres Lebensraums bedroht sind. Banteng-Herden kommen normalerweise morgens und nachmittags auf der Suche nach Pflanzen nach Sadengan.
Die größte Bedrohung für die Bantengs sind die Menschen. Während der Trockenzeit stellen Wilderer außerhalb des Parks Fallen auf, um Bantengs zu fangen, die auf der Suche nach Wasser außerhalb des Parks umherwandern.  Die Bantengs werden geschlachtet und das Fleisch verkauft.
Zu den weiteren bedrohten Tierarten, die in Alas Purwo geschützt sind, gehören der Rothund der Schwarze Haubenlangur, der Ährenträgerpfau, das Bankivahuhn, die Oliv-Bastardschildkröte, die Karettschildkröte und die Grüne Meeresschildkröte.

## Surfing
Zwischen März und November besuchen Tausende von Surfern aus der ganzen Welt den Park für seine Wellenbrecher. Das Ziel ist der Strand Plengkung in der Grajagan-Bucht, auch bekannt als G-Land, die von Bali etwa einen halben Tag  entfernt ist.
Der Strand gilt als einer der besten Surfspots in Asien. Mit reitbaren Wellen von bis zu 5 Metern ist er eher für erfahrene Surfer geeignet. Der Ort ist als Quicksilver World Tour Circuit gelistet.